# Zbigniew Pater
Zbigniew Stanisław Pater (ur. 15 grudnia 1965 w Radomyślu) – polski inżynier, profesor nauk technicznych, profesor Politechniki Lubelskiej i Państwowej Wyższej Szkoły Zawodowej w Chełmie, rektor Politechniki Lubelskiej w kadencjach 2020–2024 i 2024–2028.

## Życiorys
Absolwent Technikum Mechaniczno-Elektrycznego w Tarnobrzegu (1985) i studiów na Wydziale Mechanicznym Politechniki Lubelskiej (1990). Doktoryzował się w 1994 na uczelni macierzystej w oparciu o rozprawę pt. Studium teoretyczno-eksperymentalne procesu walcowania poprzeczno-klinowego, której promotorem był prof. Wiesław Weroński. Stopień naukowy doktora habilitowanego uzyskał w 2001 na Politechnice Częstochowskiej na podstawie pracy Walcowanie poprzeczno-klinowe odkuwek osiowo-symetrycznych. Tytuł profesora nauk technicznych otrzymał 23 lipca 2008.
Zawodowo związany z Politechniką Lubelską, na której doszedł do stanowiska profesora zwyczajnego, a po zmianach prawnych – profesora. W latach 2008–2012 był prorektorem tej uczelni do spraw nauki, natomiast w latach 2012–2020 pełnił funkcję dziekana Wydziału Mechanicznego. W maju 2020 został wybrany na rektora Politechniki Lubelskiej w kadencji 2020–2024. W kwietniu 2024 uzyskał reelekcję na drugą czteroletnią kadencję.
W 2003 podjął pracę w Państwowej Wyższej Szkole Zawodowej w Chełmie. W 2006 został kierownikiem Katedry Mechaniki i Budowy Maszyn PWSZ w Chełmie.
Specjalizuje się w obróbce plastycznej metali. Opublikował ponad 350 prac, w tym ok. 130 indeksowanych w bazach Web of Science i Scopus. Autor lub współautor ponad 130 patentów i wzorów użytkowych. Opracował m.in. technologię walcowania poprzeczno-klinowego kul o średnicy 40 mm.
Odznaczony Srebrnym Krzyżem Zasługi (1999), Medalem Komisji Edukacji Narodowej (2003), odznaką honorową „Za Zasługi dla Wynalazczości” (2012) i Złotym Medalem „Zasłużony dla Nauki Polskiej Sapientia et Veritas” (2023).